# Intershop

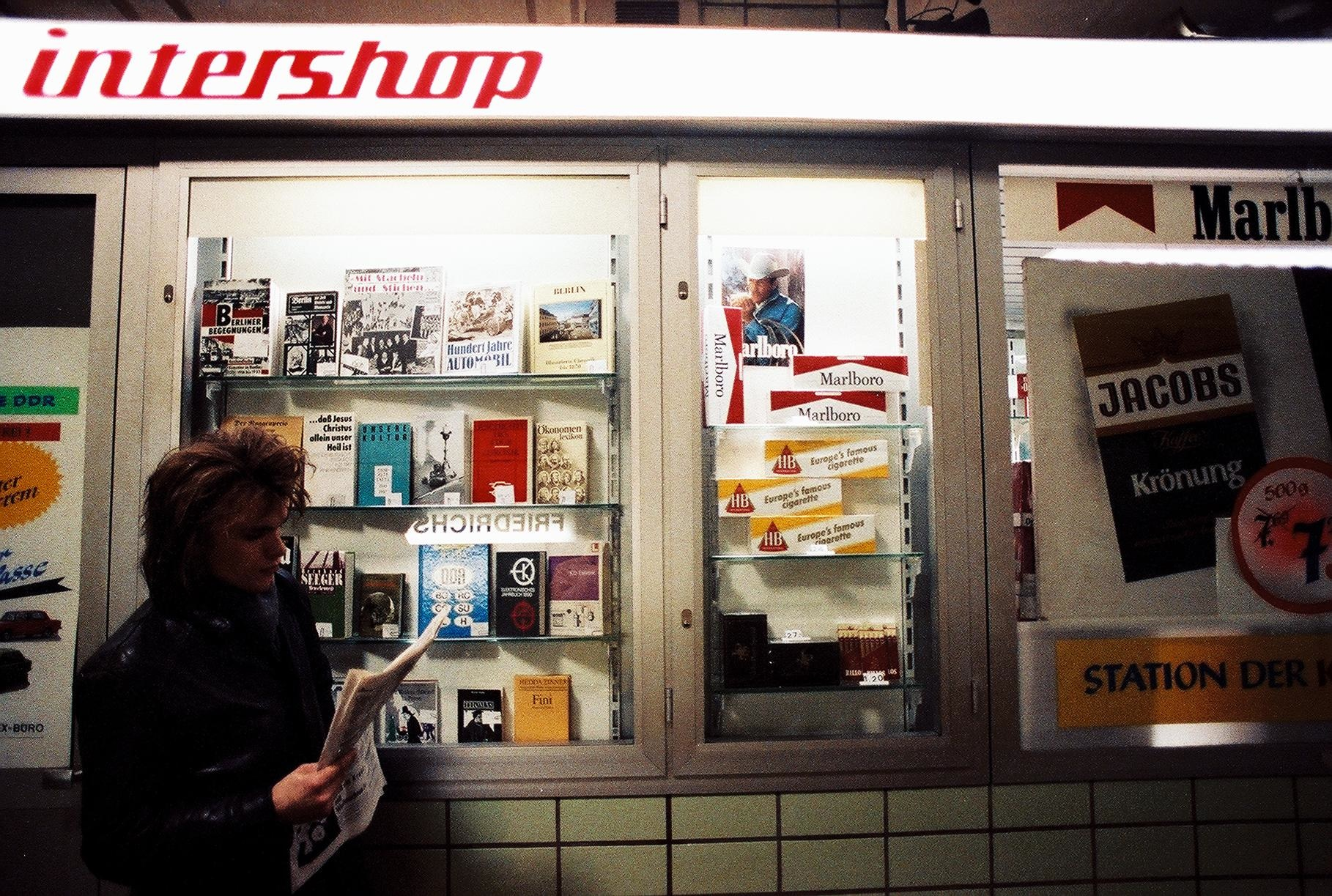
Kiosk Intershop na kolejowym przejściu granicznym Berlin Friedrichstraße

Intershop – sieć państwowych sklepów i kiosków walutowych funkcjonujących w latach 1962-1990 w Niemieckiej Republice Demokratycznej. Zakupów można było w nich dokonać wyłącznie walutami wymienialnymi i ewentualnie ich substytutami - bonami walutowymi (nazywanymi w NRD Forumscheck).